# Paul Young (Gotowe na wszystko)
Paul Young, wcześniej Todd Forrest − postać fikcyjna, główny bohater serialu Gotowe na wszystko. Grał go Mark Moses.

## Charakterystyka
Gabrielle: Cieszę się, że Paul się wyprowadza. Zawsze się go bałam. Nie zauważyłyście? Ma w sobie coś...
Lynette: Mrocznego?
Gabrielle: Właśnie.

(...) Paul dobrze wiedział, że na przedmieściu najbardziej podejrzewany jest nowy sąsiad, który niedawno się wprowadził.

Mój mąż Paul Young umiał dobrze inwestować bo miał niesamowitą zdolność do przewidywania przyszłości. Przewidział zapotrzebowanie na buty zapinane na rzepy. Przewidział, że filiżanka kawy będzie po 3 dolary. Przewidział nawet niespodziewany wzrost popularności wody mineralnej. Lecz kryształowa kula, która służyła mu tak dobrze na giełdzie, czasem zawodziła go, bliżej domu.

Winny czy nie, przeraża mnie.

Zabrzmi to dziwnie, ale gdy opowiadasz o przeszłości, zmieniasz się. Przestajesz być taki przerażający.

Pamiętam faceta, który mieszkał przy tej ulicy. Nauczył moją córkę pływać i wspaniale grillował. Śmiał się tak, że było go słychać trzy domy dalej. Lubiłam go. Możesz znów nim być.

## Przeszłość
Todd Forrest urodził się w 1964 roku. Miał bardzo szczęśliwe dzieciństwo. Zaczął zarabiać pieniądze jako makler giełdowy i ożenił się z Angelą. Niestety, jego małżonka była bezpłodna, przez co bardzo cierpiała.

Tajemnice pojawiły się (...), gdy nazywałam się Angela Forrest. Tak żyłam z nimi w cichej rozpaczy. Czułam to każdego ranka, nawet wtedy, gdy robiłam śniadanie dla mojego męża. Przez cały czas, od rana. Nawet w pracy każdego dnia. Dla mnie, każdy dzień był szary i pusty. Aż pewnej nocy, niespodziewanie pojawił się kolor.

W roku 1990 do Angeli przyszła Deirdre Taylor z 10-miesięcznym Daną. Była to narkomanka, która wielokrotnie trafiała już na odwyk, dlatego znała pielęgniarkę. Deridre była też eks-dziewczyną Mike'a Delfino, który nieco wcześniej poszedł do więzienia na 5 lat. Dziewczyna potrzebowała pieniędzy, jak sama twierdziła, na dziecko. Źle wyglądała, tak jak by znowu zażywała narkotyki. Angela nie chciała jej dać pieniędzy i otworzyła drzwi aby wyszła. Nagle Deirdre zaproponowała sprzedaż własnego dziecka za wszystkie pieniądze w domu. Angela, po chwili wahania, zamknęła drzwi, co oznaczało jej zgodę, mimo sprzeciwu Todda. Krótko potem, w marcu 1990 roku, nieprzytomna Deirdre przyjechała do szpitala. Pielęgniarka Felicia z policjantem (Kevin E. West) chcieli wiedzieć gdzie jest dziecko. Funkcjonariusz nakazał innemu policjantowi czuwać przy Deirdre i gdy tylko się obudzi, wypytać o to co zrobiła z dzieckiem. Angela wpadła w panikę, ale spostrzegła na kalendarzu reklamę miasta Fairview. Zdecydowała się wyjechać i zamieszkali tam przy 4352 Wisteria Lane. Rodzina zmieniła dane, by się zabezpieczyć:
- Angela Forrest stała się Mary Alice Young,
- Todd Forrest – Paulem Young,
- a Dana Taylor/Forrest – Zacharym "Zachem" Young.

Po przyjeździe, agent nieruchomości (William Dennis Hunt) dał im oficjalnie klucze do domu.
Trzy lata później, pewnego wieczoru w 1993 roku, gdy Mary Alice usłyszała dzwonek do drzwi. Kroiła marchew ostrym nożem, ale wyszła z kuchni i położyła narzędzie na stoliku przy schodach. Otworzyła drzwi i zobaczyła Deirdre. Biologiczna matka Zacha wydała dużą ilość pieniędzy, żeby ich wytropić. Nie powiedziała nic policji, bo wiedziała, że oni umieścili by chłopczyka w rodzinie zastępczej, lub oddali go jej ojcu. Doszło do kłótni i wyzwisk ze strony Deridre. Angela próbowała sprawdzić przedramię Deirdre, czy nie było tam śladów igieł, ale Paul je rozdzielił. Deirdre chciała iść po dziecko, ale Paul ją zatrzymał i rzucił koło kominka. Deirdre chwyciła pogrzebacz i dwa razy uderzyła nim Paula. Rzuciła narzędzie i znowu chciała iść na piętro, ale Mary Alice dobyła nóż kuchenny, który był obok. Pchnęła nim w brzuch gościa. Kobieta upadła i zmarła z wykrwawienia. Mary Alice pobiegła do pokoju Zachary'ego, po skrzynię z misiami. Obudziła tym dziecko, ale przytuliła je i delikatnym, cichym głosem, kazała iść spać. Po chwili zniosła skrzynię i na pytanie Paula zdecydowała, że zwłoki włożą do skrzyni i postarają się by się tam zmieściły. Całość wrzucą do dołu, gdzie nazajutrz zostanie wylany beton na basen. Mary Alice wiedziała, że tak ukrytego ciała nikt nigdy nie znajdzie. Sprawdziła też przedramię Deirdre i przekonała się, że już nie brała narkotyków, ponieważ nie było śladów po igłach. Żona Paula spojrzała na męża i gdy wstał, za jego plecami zobaczyła Zacha. Chłopczyk patrzył na wszystko ze schodów.
Jedynym tematem tabu w domu Young były zajścia straszliwej nocy, gdy zmarła Deridre. O pilnie strzeżonym sekrecie dowiedziała się jednak Martha Huber, siostra Felicii Tilman, która pracowała z Angelą w Utah. 26 września 2004 roku wysłała anonimowy list z szantażem do Mary Alice a ta, tego samego dnia, popełniła samobójstwo w swoim domu.

## Historia

### Sezon 1
Paul został wdowcem i bardzo to przeżył, ponieważ początkowo powiedział do Susan Mayer, że nie wybaczy żonie, która opuściła męża i syna. Dowiedział się wkrótce o liście z szantażem od przyjaciółek żony. Wynajął nawet prywatnego detektywa, Shawa by znalazł tego kto wysłał ten list. W końcu dowiedział się, że była to Martha Huber. Gdy do niej przyszedł, nie okazała żadnej skruchy za to co zrobiła. Określiła Mary Alice "złym człowiekiem". Paul udusił ją i pochował w worku w dole wykopanym obok parku. Jej pierścionek i bransoletkę podrzucił do garażu Mike'a Delfino. Felicia Tilman odkryła, że syn Paula i Mary Alice był tak naprawdę synem Deirdre. Policja znalazła szczątki Deirdre poćwiartowane w dziecięcej skrzyni na zabawki i wkrótce zaczęła zadawać pytania. Susan Mayer podejrzewała, że Paul zabił Marthę. Felicia zaczęła szantażować Paula dziennikiem Marthy i chciała by opuścił sam miasto. Osiągnęła cel, ponieważ Zach został z Felicią. Wkrótce potem Felicia puściła aluzję do Mike'a, żeby zabił Paula. Zach nie chciał zostać z Felicią i gdy kobieta powiedziała mu, że ojciec go opuścił, zaatakował ją. Mike porwał Paula by go zabić ale kiedy ten opowiedział jak zmarła była dziewczyna Mike'a, Delfino zrozumiał, że Zach był synem Deirdre i jego.
Rozwiązanie tajemnicy:

### Sezon 2
Felicia Tilman nadal chciała by Paul, który wrócił na Wisteria Lane, zapłacił za śmierć jej siostry. Poinformowała więc Noah Taylora o udziale Paula w zamordowaniu jego córki. Myślała, że ten wpływowy i umierający starzec wymierzy mu sprawiedliwość. Jej plan nie wypalił w momencie gdy Zach Young pod groźbą, że się nigdy nie odezwie do dziadka, wymusił na Noah nietykalność dla Paula. Felicia także powtórnie wprowadziła się na Wisteria Lane i zaczęła terroryzować Paula. Po tym jak Paul pewnego razu stracił kontrole i zaatakował ją na oczach kilku ludzi, wykorzystała swą szansę. Upozorowała własną śmierć przez obsmarowanie kuchni i garażu Paula własną, spuszczaną przez wiele tygodni, krwią i zostawiając w bagażniku Paula swoje dwa odcięte place, wskazujący i środkowy lewej dłoni. Paul został aresztowany i praktycznie natychmiast potem, opuszczony przez Zacha, który odziedziczył fortunę po zmarłym dziadku i zrozumiał, że Paul był odpowiedzialny także za śmierć Marthy.

### Sezon 3
Około 7/8 miesięcy później Paul pojawił się ponownie. Siedział w tym samym więzieniu co Mike Delfino, który trafił tam jako podejrzany o śmierć Monique Polier. Paul, którego Mike pamiętał słabo lub wcale, uwierzył w jego niewinność. Zapłacił jednak dwóm współwięźniom (Steve Kim) by zaatakowali Mike'a. Po tym jak Paul go "uratował", wzbudził w nim zaufanie. Zrobił to ponieważ potrzebował przysługi od niego. Tymczasem policjant powiedział Mike'owi o ukartowaniu napadu. Mike napadł na Paula a ten przyznał się do wszystkiego. Poprosił Delfino by Zach przyszedł do niego. Zach się zgodził, ale po raz kolejny odmówił pomocy Paulowi. Wiedział bowiem, że Paul był zainteresowany tylko pieniędzmi, które miały posłużyć do wykrycia ukrywającej się wciąż Felciii.

### Sezon 6
Paul Young przybył ponownie na "idealną" ulicę, po 9 latach nieobecności. Wynajął dom rodziny Delfino, przy 4353 Wisteria Lane. Małżeństwo Delfino zadłużyło się i musiało wynająć dom, by spłacić długi.

### Sezon 7
Był taki czas, kiedy mój mąż i ja byliśmy bardzo szczęśliwi. Pamiętam ciepłe letnie popołudnia, barbecue na podwórkach i śmiech wśród przyjaciół. Nasze życie było pewnym rodzajem snu na przedmieściach. Przyszedł jednak taki dzień, w którym każdy musiał się obudzić. Dla mnie był to dzień, kiedy przyszedł list. Jak to groźba, była zwięzła i na temat. Zrobiłam to co musiałam, by chronić moją rodzinę. Mój mąż dowiedział się, kto napisał list. Dał jej poznać, jak bardzo to go zdenerwowało. Jej siostra odkryła, co zrobił mój mąż. Zdecydowała się wrobić go w morderstwo. Jej morderstwo, dokładnie mówiąc. I tak sen Paula Younga, stał jego koszmarem. Wiele lat później, kobieta została zatrzymana za przekroczenie prędkości. Ta kobieta nie miała żadnego dowodu tożsamości, więc została aresztowana. I tak ludzie poznali, że Felicia Tilman żyje.(...) Tym Sposobem mój mąż wrócił na Wisteria Lane. Sąsiedzi byli zaskoczeni jego widokiem. Od lat nie myśleli o Paulu, lecz on myślał o nich. Miał zamiar upewnić się, że nigdy o nim nie zapomną.

Paul Young wrócił na Wisteria Lane, po dziewięciu latach więzienia. Za niesłuszne skazanie otrzymał gruby czek, prawdopodobnie na kilka milionów dolarów. W jego miejsce skazano Felicię Tilman na 18 miesięcy pozbawienia wolności za przekroczenie prędkości samochodem. Paul, przez wspomniane 9 lat, obmyślił plan jak zniszczyć mieszkańców jego starego miejsca zamieszkania. Wykupił kilka domów na Wisteria Lane za pomocą nowego agenta nieruchomości, Lee McDermottaa. Spośród 15  domów na zaułku, zdobył te o numeracji 4344, 4345, 4346, 4348, 4352, 4356 i 4360. Związek właścicieli Wisteria Lane pod przewodnictwem Lynette Scavo wszczął alarm i kazał pilnować się innym mieszkańcom, ale Paul był chytry. Zapłacił za wyjazd do hotelu Mitzi Kinsky. Skłamał Lee, spod 4351 WL, że Mitzy sprzedała mu swój dom i tak zyskał realnie ich nieruchomość. Wraz z tą sprzedażą, posiadł większość w związku właścicieli. Otworzył w swoim starym domu, pod numerem 4352, dom resocjalizacji dla byłych kryminalistów. Mieszkańcy uliczki zbuntowali się i zorganizowali protest. Wkrótce przerodził się on w zamieszki, rozpędzone przez policję. Lynette była wściekła na Paula, ale ten ze spokojem dał jej do zrozumienia, że o to mu chodziło. Zamieszki zrównały przecież byłych kryminalistów ze zwykłymi mieszkańcami i podzieliły tych drugich. Jego szczęście nie trwało długo bo w noc swego największego triumfu został postrzelony.

Paul przyjechał na Wisteria Lane z drugą żoną, Beth Young. Mężczyzna poślubił ją gdy jeszcze odsiadywał wyrok, ale nigdy nie wyjawiono kiedy to miało miejsce. Po odzyskaniu wolności przez mężczyznę, para zamieszkała razem w wynajmowanym domu rodziny Delfino. Miała jednak problemy ponieważ Beth nie chciała skonsumować małżeństwa. Gdy wydawało się, że nowa pani Young opuści już dom, oddała mu się i tak zdobyła jego zaufanie. Dzięki Derekowi Yeager zaznajomiła się z planami Paula i przekazała też je matce. Była nią największa antagonistka Paula, sama Felicia Tilman. Paul usłyszał o tym pokrewieństwie, gdy już leżał w szpitalu, po operacji wyjęcia kuli z barku, od detektywów Harrisona i Fostera (Matthew Glave). Zaplanował okrutną zemstę. Chciał wyjechać z żoną na pustkowie by prawdopodobnie tam móc ją zabić, ale ci sami policjanci powstrzymali jego plany.

Domyślił się w końcu, że napastnikiem był Zachary Young. Strzelił do niego z broni, która kiedyś należała do Mary Alice. Zach został umieszczony przez Paula we współpracy z Mikiem w ośrodku leczenia narkomanów. Kilka dni później, po bolesnej rozmowie z Zacharym, Paul rozwiązał problem swej drugiej żony. Wyrzucił ją z domu.

Kobieta wkrótce zastrzeliła się dokładnie tak jak Mary Alice. Jej posunięcie spowodowało pewne perturbacje ale Paul w końcu pożegnał się z Beth. Natomiast Felicia, za zgodą zarządu więzienia, została wypuszczona przedterminowo na wolność. Siostra zmarłej Marthy Huber zamieszkała w domu przy 4356 Wisteria Lane, który Paul kiedyś kupił na drugą żonę i jej podarował. Felicia odziedziczyła go na mocy testamentu córki. Z tamtego miejsca dokonała swej zemsty na oprawcy swej siostry. Paul przyznał się Susan, że zabił Marthę i oddał się w ręce policji, po którą Susan wcześniej zadzwoniła chcąc obronić mężczyznę. Nazajutrz rodzina Delfino wprowadziła się ponownie do swego domu.

### Sezon 8
Miesiąc po tym jak Paul opuścił po raz drugi Wisteria Lane, Bree przyszła do niego z listem. Był on taki sam jak ten, który to 12 lat wcześniej otrzymała jego pierwsza żona, Mary Alice. Bree podejrzewała, że Paul wysłał tę notatkę do niej i był bardzo oburzony takim stwierdzeniem. Zaprzeczył wszystkiemu, ale kazał Bree, wyciągając wnioski z błędu Mary Alice, by powiedziała o tym swoim koleżankom. Kilka dni lub nazajutrz po tym spotkaniu Paul zadzwonił do Bree. Wyjawił jej, że gdy przyznał się do zabicia Marthy Huber, wspomniał też o notatce jaką wysłała do jego małżonki. Osobą, która słyszała te zeznania i w konsekwencji poznała treść listu, był Chuck Vance, czyli aktualny chłopak Bree.

## Ciekawostki
- Makaroniki są ulubionymi ciasteczkami Paula[14].
- Już w roku 2009, czyli na rok przed początkiem sezonu siódmego, Marc Cherry zapowiedział, że prawda o tym, iż Paul nie zabił Felicii wyjdzie na jaw[21].
- Paul Young, Dave Williams i Roy Bender to jedyni bohaterowie w historii serialu, którzy zostali dwa razy wdowcami. W przypadku Paula i Dave'a, przyczyna śmierci drugiej żony każdego z nich była podobna jak w przypadku pierwszej małżonki.
- Paul był jedyną postacią do której należały dwie tajemnice. Pierwsza, wieloletnia i dzielona z pierwszą żoną a druga, obmyślana przez lata i indywidualna.
- Samochodem, którym poruszał się Paul w siódmym sezonie był Ford Crown Victoria drugiej generacji.
- Susan zdradziła, że Paul nauczył Julie Mayer pływania w swoim basenie[22].

## Powiązane z postacią

### Beth Young
Beth Tilman Young (Emily Bergl) to druga nieżyjąca żona Paula Younga i córka Felicii Tilman oraz siostrzenica Marthy Huber, urodzona w 1985 roku Gdy miała osiem lat ojciec odszedł a jej rodzicielka miała wielu kochanków. Felicia namówiła ją do poślubienia Paula Young by wydobyć z niego prawdę o zabójstwie Marthy Huber. Beth sporządziła też testament w którym Felicia była dziedziczką wszystkiego co sama posiadała w razie swej śmierci.
Sezon 7

Beth przyszła na Wisteria Lane, gdzie powitali ją mieszkańcy. Nie chciała skonsumować ich małżeństwa a Paul zapowiedział, że nie będzie też wiecznie czekał. Susan Delfino, Gabrielle Solis, Lynette Scavo i Bree Van De Kamp podczas wspólnego pokera próbowały z niej wyciągnąć prawdę. Paul wręcz kazał jej iść, ale po przyjściu Beth uznała, że wierzy w jego niewinność. Była też wściekła gdy mąż kupił dom naprzeciwko przy 4352 Wisteria Lane. Nie chciał jej powiedzieć dlaczego. Gdy Beth nie chciała pójść z nim do łóżka, ten postawił jej ultimatum że ma się wyprowadzić. Beth obiecała matce, że zrobi wszystko by zostać z małżonkiem. Susan przyszła do niego z kijem baseballowym w Halloween. Podejrzewała, że miał wpływ na zwolnienie jej ze szkoły. Beth wycelowała w nią rewolwer a Paul ja ponownie przyjął. Małżonkowie skonsumowali związek a Beth dowiedziała się od Derek Yeager zarysu planu Paula. Następnie pojechała z tymi informacjami do matki. Beth miała zmanipulować męża seksem by wyjawił jej czy zabił Marthę. Ten zasiał w niej wątpliwość, przedstawiając Felicię jako wariatkę bez palców. Po postrzeleniu Paula, Beth podejrzewała matkę o zaangażowanie w sprawę. Felicia zaprzeczyła, natomiast Pastor Sykes zmusił Bree do wsparcia psychicznego Beth. Żona Paula nie została dobrze przyjęta przez przyjaciółki Bree. Gospodyni dała im reprymendę w kuchni a Beth znalazła rewolwer, kaliber 38 mm, wciśnięty w salonową kanapę. Po tym jak Lynette, Gabi i Susan zaczęły ją oskarżać o podrzucenie broni, Beth poczuła się osaczona i dała do zrozumienia, że zadzwoni na policję.

Paul Young odkrył prawdę. Jego żona była kłamczuchą. Kłamała uśmiechając się, przytulając i całując. Tak, Paul odkrył, że jego małżeństwo było oszustwem. Nie wiedział tylko w jaki sposób ukarać żonę. (...) nie miał wyjścia. (...), ponieważ niektórych kłamstw nie można wybaczyć.

Roztrzęsiona Beth wyjawiła wszystko Paulowi. Ten chciał ją zabić i zaproponował niewinny wyjazd w góry. Plany zniweczyła wizyta detektywów Harrisona i Fostera (Matthew Glave) pod jego domem z rewolwerem Mary Alice. Po tym jak Mike i Paul wysłali bankruta Zacha Younga na odwyk narkotykowy, mąż Beth odtrącił kobietę. Spakował ją oraz wręczył jej broń i wystawił za drzwi swojego domu. Beth chciała wrócić do Paula ale ten przyznał się do zamordowania jej ciotki. Felicia była wściekła i zawiedziona gdyż Beth nie nagrała tego wyznania. W hotelu Bree przekazała jej informację od dr. Lynwood, że także jej nerka jest idealna do oddania Susan Delfino. Beth zgłosiła się do szpitala z odpowiednim formularzem, po czym strzeliła z rewolweru w swoją prawą skroń, tak samo jak Mary Alice 12 lat wcześniej. Beth podłączono natychmiast do aparatury podtrzymującej życie. Paul po rozmowie z Felicią, zgodził się by odeszła i by jej nerkę przeszczepiono Susan. Jej ciało skremowano a prochy zostały z matką, mieszkającą teraz na Wisteria Lane, pod numerem 4356. Kilka tygodni później Felicia uciekła z Fairview a prochy Beth przyczyniły się do jej śmierci pod kołami tira.
Sezon 8

Postać pojawiła się milcząco jeszcze raz na Wisteria Lane, ubrana w biel. Była jednym z duchów obserwujących Susan Delfino, gdy opuszczała swój dawny dom wraz z dziećmi i wnuczką, by rozpocząć nowy rozdział w życiu poza uliczką.

### Derek Yeager
Derek Yeager (Evan Parke) to były współwięzień Paula Younga z czasów jego 9 − letniej odsiadki.
Sezon 7

Derek Yeager miał być częścią planu Paula. Miał się wprowadzić do 4352 Wisteria Lane. Wtedy ceny nieruchomości w okolicy by spadły i a Paul chciał uczynić z tej części miasta złą dzielnicę oraz by zrujnować dotychczasowych mieszkańców. Beth Young, udając napastowanie seksualne z jego strony, wydobyła od niego informacje o tym planie. Później Derek przyjmował byłych skazańców w domu Paula, w dniu kiedy burmistrz Franklin (Tom McGowan) wręczył Youngowi medal za działalność dobroczynną.

### Detektyw Harrison
Detektyw Harrison (Derek Webster) to były prowadzący śledztwo niedoszłego zabójstwa Paula.
Sezon 7

Detektywi Harrison i Foster (Matthew Glave) przesłuchiwali sąsiedztwo w sprawie postrzelenia Paula ale nie dowiedzieli się czegokolwiek. Wszyscy mieli zarówno motyw, jak i alibi. Próbowali przesłuchać Beth, ale ta wzbudziła w nich tylko podejrzenia. Po przejrzeniu jej przeszłości, wyjawili Pulowi kim jest jego teściowa. Ten spoważniał i podziękował im, że nie poruszyli tego tematu przy żonie. Drugi raz przyjechali do Paula z bronią, którą to Beth znalazła w kanapie Bree. Mężczyzna skłamał im, że ten egzemplarz nie należy do Beth.
Sezon 8

Ponad rok później, Mike powiedział Susan, że wdał się w konflikt z lichwiarzem i członkiem mafii Donniem. Delfino udali się do Harrisona po ochronę. Ten wysłał w miejsce ich zamieszkania patrole i poprosił by zadzwonili do nich, gdy zjawi się ten mężczyzna. Tyle mógł zaoferować zanim do czegoś dojdzie. Mike wkrótce został śmiertelnie ranny z broni lichwiarza.

### Detektyw Shaw
Detektyw Shaw (Richard Roundtree) to prywatny śledczy i zabójca do wynajęcia w Fairview.
Sezon 1

Został wynajęty przez Paula Younga, po tym jak przyjaciółki jego zmarłej żony pokazały mu kartkę z wypisanym szantażem wobec Mary Alice. Wkrótce potem odkrył, że papier i znaczek został kupiony na pobliskiej poczcie. Szantażystą mógł być każdy, kogo Paul znał. Dzięki karteczce od Edie Britt mieli już podejrzaną, którą Shaw miał zabić. Umówili się na odludziu by omówić plan deweloperski, ale Esie wymsknęło się, że kartka jest kradziona od Marthy Huber u której mieszkała. Pół roku później Shaw został wynajęty przez Susan Mayer by sprawdził Paula. Shaw porozumiał się z poprzednim zleceniodawcą i podsunął Susan spreparowane dokumenty. Susan zleciła mu też sprawdzenie przeszłości jej sąsiada, Mike'a. Otrzymała w zamian teczkę z wszelkimi wzmiankami o jej ukochanym.

### Felicia Tilman
Kiedy miałam osiem lat, tata zostawił mamę i zostałyśmy praktycznie same. Większość moich przyjaciół była z plastiku lub pluszowa. Zawsze byli też oczywiście chłopaki mamy, ale jak tylko nauczyłam się ich imion, mama wyrzucała ich z domu i w łazience pojawiała się nowa szczoteczka do zębów.

Felicia Tilman (Harriet Sansom Harris) to siostra Marthy Huber i matka Beth Young. Felicia pracowała razem z Angelą Forrest w Salt Lake City, jako pielęgniarka. W 1985 roku urodziła córkę o imieniu Beth. Pięć lat później, w marcu 1990 roku Deirdre Taylor po raz kolejny trafiła do szpitala z objawami silnego zatrucia narkotykami, Felicia dociekała, gdzie może być 10 − miesięczny synek kobiety. Angela to słyszała i uciekła do Eagle State. Tam osiadła jako Mary Alice Young. Gdy Beth miała osiem lat, w 1993 roku, jej ojciec odszedł od Felicii i swej córki. Obie zostały same i Felicia wpadła w wir szybko zmieniających się chłopaków lub kochanków. Obie przestały też obchodzić Dzień Dziękczynienia, gdyż nie miały już za co być wdzięczne. 11 lat później Martha Huber znalazła w domu Felicii zdjęcie Mary Alice. Felicia wyjaśniła jej, że owa kobieta ma na imię Angela Forrest i razem pracowały w Utah wiele temu. Martha podważyła to bo sądziła, że zna swą sąsiadkę. Felicia dowiedziała się, że „ta Mary Alice” ma dziecko. Opiekowały się trudną pacjentką, która urodziła chłopca. Rok później Angela i jej mąż zniknęli, tak samo jak dziecko. Mówiono, że to zbieg okoliczności, ale sama wierzyła, że ona zapewni mu szczęśliwy dom. Matka biologiczna była narkomanką i jeśli Mary Alice to Angela, to chłopiec miał wyjątkowe szczęście.
Sezon 1

Felicia przyjechała do Fairview gdyż Edie Britt przekazała jej, że jej siostra zaginęła. Słusznie czuła, że Marthę zamordowano. Zamieszkała w domu przy 4350 Wisteria Lane. Policja potwierdziła tylko te przypuszczenia. Od tego momentu celem kobiety stało się znalezienie mordercy. Szukała go we − wspomnianych przez Susan − dziennikach Marthy, w których zmarła zapisywała każdy detal z życia swojego i sąsiadów. Gdy Felicia przyniosła Paulowi kosz kwiatów kupiony dla Mary Alice Young − dostarczony jej przez pomyłkę − zauważyła w jego kuchni zdjęcie jego zmarłej żony i Paul okłamał, że to nie jest Angela. Wieczorem porównała zdjęcia personelu ze szpitala w Utah. Nie wierzyła, iż Mike Delfino zabił Marthę. Zasugerowała jednak, że wie iż Paul mieszkał w Utah. Wdowiec po Mary Alice odtworzył jedną ze starych kaset VHS i tam obok Angeli/Mary Alice stała Felicia. Pokazała Zachary'emu stare zdjęcia oraz wyjawiła mu co nieco z jego przeszłości, dodając, że miał na imię „Dana”. Zaproszono ją wraz z Edie, na przyjęcie pożegnalne Carlosa Solis. Felicia odkryła, że Zach jest faszerowany lekami. Zabrała chłopaka do siebie i zostawiła kartkę Paulowi. Wkrótce przekonała go za pomocą szantażu, żeby zostawił syna u niej. Zach był wściekły na ojca, że otrzymał tylko list pożegnalny i kilka niepotrzebnych rzeczy, jak rękawica do baseballa. W niej odkryła, że zamierzał się spotkać z synem, więc wysłała tam Mike'a. Zach wrócił do swojego starego domu a gdy usłyszał, że Paul nie przyjecie z powrotem do domu, pobił Felicię. Trafiła do szpitala.
Sezon 2

Felicia wróciła do domu na chwilę, ale nie wiedziała gdzie jest Zachary i usłyszała, że Mike nie zabił Paula. Udała się do Utah na dłuższą rekonwalescencję. Pół roku później, zatrudniła się jako pielęgniarka – opiekunka Noah Taylora. W anonimowym liście wyjawiła mu, że ma wnuka. Paul miał zginąć tak jak jego własna córka, ku uciesze Felicii. Udało mu się przeżyć zaaranżowane spotkanie z więźniami co zaszokowało Felicię. Na przyjęciu zaręczynowym Karla z Edie, podarowała przyszłej pani Mayer sztuczną szczękę Marthy. Wzmiankowała też głośno i wyraźnie o tym, że Paul Young ją udusił przez co ten wyszedł z domu narzeczonych. Wysmarowała jego próg tłuszczem, przez co poślizgnął się. Podmieniła mu olej do rozpalanego przez niego grilla na benzynę. Także "pomyliła się" gdy kazała nałożyć matę na dom Paula, by wytruć pod nią korniki. Young zdenerwował się i zaatakował Felicię, co widzieli sąsiedzi. Od wielu tygodni spuszczała sobie krew do woreczków. Wykradła klucz od jego garażu, gdzie rozlała ją i odcięła sobie dwa palce, które zostawiła w jego aucie. Policja nadjechała, zobaczyła dowody i aresztowała mężczyznę. Natomiast Felicia, podszywając się pod siostrę, ukryła się w górach.
Sezon 7

Tylko Karen McCluskey widziała Felicię tej nocy, ale zobowiązała się milczeć.
W ciągu dziewięciu następnych lat Felicia nakłoniła swoją córkę by wyszła za mąż za Paula Young. By mogły rozmawiać bez większych przeszkód, dała się złapać policji na przekroczeniu prędkości. Paula wypuszczono z więzienia z odszkodowaniem po czym wrócił na Wisteria Lane, wynajmując dom Susan. W czasie odwiedzin bezsłownie przyznał się Felicii do zamordowania Marthy. Sama naciskała córkę na to by zdobyła dowód na piśmie lub nagranie Paula przyznającego się do zbrodni. Ona też nakłoniła Beth do pozostania przy Paulu w Halloween. Była zniesmaczona gdy usłyszała, że jej córka przespała się z Paulem. Podpowiadała jej potem, żeby użyła seksu lub upijania winem jako sposobu na wyznanie prawdy. W duchu przyrzekła sobie, że jeśli jej córka zakocha się w Paulu, ukarze ich oboje. Wpadła w szał, ponieważ Beth powątpiewała w to co Paul zrobił Marcie. Beth przyjechała do matki bo podejrzewała ją o niedawne postrzelenie Paula. Felicia planowała to zrobić z Mikiem Delfino, a teraz zastanawiali się, kto ich ubiegł. Paul dowiedział się kto jest matką Beth i przyznał się drugiej żonie do morderstwa jej ciotki. Felicia wyraziła swoje rozgoryczenie córką dlatego, że nie nagrała tych słów. Wręcz otwarcie powiedziała jej, że się ostatecznie zawiodła. Beth popełniła samobójstwo a Felicia udała skruchę przed Paulem, który pożegnał żonę. Zarząd więzienny zwolnił Felicię przedwcześnie z więzienia. Na podstawie testamentu córki, zamieszkała w domu przy 4356 Wisteria Lane. Sfingowała zawieszenie broni, pozwalając mu na rozsypanie popiołu z kominka nad rzeką, podczas gdy prawdziwe prochy córki zatrzymała u siebie. Felicia odnowiła starą przyjaźń z Karen McCluskey, której podziękowała za dotrzymanie tajemnicy. Staruszka obiecała, że będzie mieć oko na Paula. Felicia zbliżyła się do Paula oraz do Susan, odkąd żona Mike'a gotowała mu posiłki. Wstrzykiwała mu nierozcieńczony odmrażacz do szyb co osłabiło Paula. Gdy ciastka z tą substancja trafiły do szkoły Susan, kobietę aresztowano a Felicia uciekła. Susan wyznała prawdę o swych kontaktach z Felicią a Mike o propozycji zabicia Paula. Ten oczyścił sąsiadkę Delfino z zarzutów. Żona Mike'a podziękowała mu a Paul spakował swoje rzeczy i zdecydował się wyprowadzić. Wpłacił nadpłatę na konto Mike'a i Susan oraz wręczył kobiecie klucze od domu. Kazał też jej być tu szczęśliwą. Gdy został sam, Felicia ogłuszyła go. Tilman przykleiła go taśmą do krzesła i podłączyła kroplówkę z płynem do odmrażania. Uzyskała to co chciała. Nagrane kamerą wyznanie Paula dotyczącego śmierci jej siostry. Tymczasem Susan zastała w budynku dwoje zawziętych wrogów. W trakcie szamotaniny, Felicia uciekła z prochami Beth. Paul przyznał się do morderstwa Marthy, ale Felicia jechała już drogą stanową poza Fairview. Urna z Beth nagle spadła i otworzyła się a resztki Beth rozwiały się w środku samochodu. Felicia zaczęła się krztusić, straciła kontrolę nad swoim samochodem i wpadła, z dużą prędkością, pod maskę pędzącego z naprzeciwka tira.

### Noah Taylor
Noah Taylor (Bob Gunton) to ojciec Deirdre i Kendry oraz dziadek Zacha i milioner.
Sezon 1

Noah zlecił Mike'owi śledzenie mieszkańców Wisteria Lane i Fairview, gdyż tam urwał się ślad po jego córce, Deirdre. Miał to robić udając sympatycznego hydraulika. Gdy Mike zostawił śrubokręt po włamaniu do domu Alberty Fromme Noah obiecał mu, że zginie, jeśli go nakryją. Miał guza mózgu i przed nieuniknioną śmiercią chciał wiedzieć co stało się z jego córką. Dlatego opłacał mężczyznę w poszukiwaniach. Taylor jednak zobowiązał Mike'a do zabicia mordercy Deirdre. Miał do niego zaufanie, ponieważ już raz to zrobił. Pomógł mu też w ustaleniu kto chce wmieszać Mike'a w morderstwo Marthy Huber. W końcu dowiedział się, że Deirdre zamordowano, poćwiartowano i włożono do skrzyni na zabawki. Zidentyfikowano ją dzięki dokumentacji dentystycznej. Taylor przyszedł na cmentarz by wybrać nagrobek dla córki. Zlecił też spotkanie z przekupionym, przez niego, detektywem Sulivanem, który przekazał mu akta sprawy dziewczyny. Okłamał też Susan, kobietę zauroczoną w Mike'u, tak by zerwała z hydraulikiem, gdyż to odciągało jego uwagę od sprawy.
Sezon 2

Pół roku później postęp choroby przykuł Noah do łóżka. Mike skłamał mu, że zabił mordercę Deirdre. Sam zatrudnił nową pielęgniarkę Felicię Tilman. Od niej, z listu anonimowego, dowiedział się, że ma wnuka. Nazajutrz Mike wyznał wszystko Noah, ale odradził siłowe przywleczenie syna Deirdre. Sullivan przywiózł do Noah akta Deirdre i wyjaśnił jak zmarła i kto ją zabił. Noah skazał Paula na identyczna śmierć. Paul zdołał się obronić w ciężarówce z niebezpiecznymi więźniami. Zach, by zyskać spokój, zgodził się odwiedzić dziadka. Zagwarantował sobie od razu immunitet dla Paula. Paula aresztowano dzięki samej Felicii. Zachary, na prośbę Paula, miał wyłudzić od Noah dosyć dużą sumę dolarów, by zlokalizować dzięki temu Felicię. Noah wiedział co spotkało Paula i nie dał mu pieniędzy. Zagroził dodatkowo, że nie przepisze spadku dla słabeusza. Zach, po chwili wahania, zamknął drzwi do sypialni i wyłączył aparaturę podtrzymującą życie dziadka. Poczekał następnie aż dziadek zmarł. Zach odziedziczył fortunę Taylorów.